# Norman Richardson (componist)
Norman Maurice Richardson (Edinburgh, 1905 – 24 maart 1974) was een Schots componist en dirigent.

## Levensloop
Richardson studeerde aan de Royal Military School of Music "Kneller Hall" in Twickenham. Vervolgens werd hij kapelmeester van de militaire kapel van de 5th Inniskilling Dragoon Guards. Van 1939 tot 1946 was hij dirigent van het militaire orkest van het 59th Training Regiment. In 1946 werd hij medewerker bij de Londense muziekuitgeverij Boosey & Hawkes, aanvankelijk als uitgever van de reeks Militaire Muziek en vanaf 1970 werd hij opvolger van Frank Wright als hoofd van de blaasmuziek-catalogus. 
Later had hij ook nog een eigen bedrijf voor arrangementen voor harmonieorkesten en brassbands onder de naam: Norman Richardson Band Arrangements Co., in 87 Holmsedale Road, Teddington, Middlesex. In deze uitgeverij zijn ook werken en boeken van Albert Ernest Sims (March of the Royal Air Forces Association, R. A. F. General Salute ... Advance in Review Order etc.) gepubliceerd.
Hij bewerkte een reeks van klassieke werken voor militaire kapel of harmonieorkest, bijvoorbeeld van William Walton (1902-1983) Prelude to Richard III en Orb and Sceptre Coronation March, van John Ireland A maritime overture en van Arthur Bliss Prince of Wales Investiture Music. Maar hij heeft ook een aantal eigen werk geschreven. 

## Composities

### Werken voor harmonieorkest en brassband
- 1954 Giles' Jig - A Country Dance
- 1958 Post-Horn March, voor harmonieorkest (the officiële mars van het "Canadian Postal Corps")
- 1961 Scotland The Brave, voor harmonieorkest
- 1962 When Drums and Brass Make Summons, voor harmonieorkest
- 1967 The Field of the Cloth of Gold, voor harmonieorkest
- 1967 Avalon - diversions on an original theme, voor brassband
- 1969 A Countryside Suite, voor harmonieorkest
- March Of The Penguins, voor harmonieorkest
- Six Trumpet Tunes, voor brassband
- The White Company, ouverture voor brassband

### Kamermuziek
- Six Horn Tunes, voor hoorn en piano
- Six trumpet tunes, voor trompet en piano
- Sonatina, voor klarinet en piano